# Lechosław Jarzębski
Lechosław Stefan Jarzębski (ur. 5 lipca 1946 w Sosnowcu) – polski polityk, były  wojewoda śląski, z wykształcenia inżynier odlewnik.

## Życiorys
Ukończył w 1964 III Liceum Ogólnokształcące im. Bolesława Prusa w Sosnowcu, a następnie w 1970 ukończył studia na Wydziale Odlewnictwa Akademii Górniczo-Hutniczej w Krakowie. W latach 1970–1982 pracował jako asystent (potem starszy asystent i adiunkt) w Instytucie Podstaw Inżynierii Środowiska PAN w Zabrzu. W 1976 obronił doktorat w Instytucie Inżynierii Środowiska Politechniki Wrocławskiej. W latach 1976–1982 (niezależnie od pracy w Instytucie Podstaw Inżynierii Środowiska) kierował Ośrodkiem Konstrukcyjno-Badawczym w Zabrzu, zajmującym się projektowaniem urządzeń, pomiarami oraz badaniem środowiska na potrzeby przemysłu odlewniczego. W latach 1982–1984 wykładał w College of Technology w nigeryjskim Owerri.
W 1984 organizował Wojewódzki Inspektorat Ochrony Środowiska w Katowicach i stał na jego czele do 1999. Pracował też jako ekspert Dyrektoriatu Generalnego XI Komisji Europejskiej w Brukseli. Jest autorem publikacji z zakresu ochrony środowiska, w tym raportów o stanie środowiska w województwie katowickim w latach 1993–1996 i programu ochrony środowiska dla województwa śląskiego. Publikuje na łamach "Trybuny" jako jej stały, śląski współpracownik.
Wstąpił do Sojuszu Lewicy Demokratycznej, wchodził w skład władz lokalnych partii (m.in. zarządu Śląskiej Rady Wojewódzkiej i rady miejskiej w Sosnowcu). W październiku 2001 został powołany przez premiera Leszka Millera na stanowisko wojewody śląskiego, pełnił funkcję do grudnia 2005. W wyborach parlamentarnych w tym samym roku bez powodzenia ubiegał się o mandat senatora z ramienia SLD.
Jest żonaty, ma syna.
W 2000 otrzymał Złoty Krzyż Zasługi.